# Viktorín Šulc
Viktorín Šulc (27. listopadu 1951 Praha – 24. ledna 2025) byl český spisovatel, autor, novinář, dramaturg a scenárista.

## Život
Narodil se 27. listopadu 1951 v Praze. Vystudoval scenáristiku a dramaturgii na pražském FAMU.
Celý život se zabýval kriminalistikou. Knižně zpracoval policejní případy dvou policistů, Jiřího Markoviče a Luboše Valeriána. Podle jejich případů napsal knihy Markovič: Lovec přízraků a Bratrstvo tajných hrobů. Jeho životním dílem byla pětidílná knižní série Panoptikum sexuálních vražd.
Mimo jiné psal i detektivní romány, například Všichni musí zemřít, Muž, který vycházel z hrobu, Agentura Puzzle a Příští stanice: Smrt, která byla oceněna Asociací autorů detektivní a dobrodružné literatury jako nejlepší česká detektivka v roce 2004. Za detektivku Muž, který vycházel z hrobu byl v roce 2000 oceněn Českou televizí za nejlepší detektivní scénář.
Pravidelně psal odborné články do deníku Právo.
Podle jeho scénářů vzešlo několik dílů českého kriminálního seriálu Kriminálka Anděl nebo filmy Stín smrtihlava, Škodná a Hrobník.
Byl velkým fanouškem českého fotbalového klubu Bohemians Praha 1905.
Zemřel 24. ledna 2025 po těžké nemoci. Bylo mu 73 let.